# アッティカ十大雄弁家

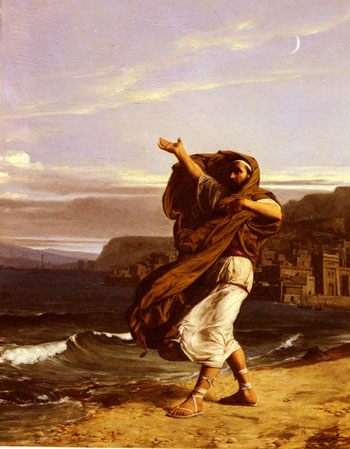
演説をするデモステネスの絵（ジャン＝ジュール＝アントワーヌ・ルコント・デュ・ヌイ画）

アッティカ十大雄弁家（アッティカじゅうだいゆうべんか）とは、古代ギリシア古典期を代表する10人の雄弁家（弁論家）およびロゴグラポス（演説作家）たちのこと。

## 構成
ビュザンティオンのアリストファネスとサモトラケのアリスタルコスが編纂した『アレクサンドリアのカノン』の中には、以下の10人が含まれていた。
- アンティポン
- アンドキデス
- リュシアス
- イソクラテス
- イサイオス
- アイスキネス
- アテナイのリュクルゴス
- デモステネス
- ヒュペレイデス
- ディナルコス

その弁論は後に、アッティカ主義と呼ばれる修辞学運動を起こした。
プルタルコスの著作として、『十大雄弁家列伝』が伝わる（『モラリア』所収）。カイキリオスにも同様の著作があった。